# NGC 3740
NGC 3740 في الفهرس العام الجديد، هي مجرة، تقع في كوكبة الحوت. اكتشفت في 7 أكتوبر 1861 بواسطة هاينريش لويس دريست.

## روابط خارجية
- NGC 3740 على موقع ويكي سكاي: DSS2, SDSS, GALEX, IRAS, Hydrogen α, X-Ray, Astrophoto, Sky Map, Articles and images